# 카르스주

카르스주의 위치

카르스주(튀르키예어: Kars ili)는 튀르키예 북동부에 위치한 주로, 동아나톨리아 지역에 속한다. 주도는 카르스이며 면적은 9,587km2, 인구는 287,106명(2006년 기준), 자동차 번호는 36번, 시외전화 지역번호는 0474번이다. 아르메니아와 국경을 접하며 8개 군을 관할한다. 아르다한주와 이디르주는 1990년대까지 카르스주의 일부로 남아 있었다.